# Árpád Bárány
Árpád Bárány (Budapest, 24 de junio de 1931) es un deportista húngaro que compitió en esgrima, especialista en la modalidad de espada.
Participó en dos Juegos Olímpicos de Verano en los años 1960 y 1964, obteniendo una medalla de oro en Tokio 1964 en la prueba por equipos. Ganó cinco medallas en el Campeonato Mundial de Esgrima entre los años 1957 y 1963.

## Palmarés internacional
| Juegos Olímpicos   | Juegos Olímpicos            | Juegos Olímpicos  | Juegos Olímpicos   |
| Año                | Lugar                       | Medalla           | Prueba             |
| ------------------ | --------------------------- | ----------------- | ------------------ |
| 1964               | Tokio (Japón)               | Medalla de oro    | Espada por equipos |
| Campeonato Mundial |                             |                   |                    |
| Año                | Lugar                       | Medalla           | Prueba             |
| 1957               | París (Francia)             | Medalla de plata  | Espada individual  |
| 1957               | París (Francia)             | Medalla de plata  | Espada por equipos |
| 1958               | Filadelfia (Estados Unidos) | Medalla de plata  | Espada por equipos |
| 1959               | Budapest (Hungría)          | Medalla de oro    | Espada por equipos |
| 1963               | Danzig (Polonia)            | Medalla de bronce | Espada por equipos |